# Томане
Антоніу Мануел Фернандіш Мендіш (порт. António Manuel Fernandes Mendes, більш відомий як Томане; нар. 23 жовтня 1992, Фафе) — португальський футболіст, нападник клубу «Фаренсе».

## Клубна кар'єра
16 серпня 2010 дебютував на професійному рівні в складі команди «Віторія» (Гімарайнш) у матчі проти «Ольяненсе», завершився внічию 0–0. Надалі його віддали в оренду до нижчолігового «Ліміаноса».
З 2012 по 2014 захищав кольори «Віторія» (Гімарайнш) Б. 
27 січня 2016 був відданий в оренду на п'ять місяців до німецького «Дуйсбургу».
15 червня 2016 уклав трирічний контракт з грецьким «Панетолікосом». Єдиний гол за цей клуб забив 15 жовтня в матчі проти «Керкіри» 4–0.
У 2017 році повернувся на батьківщину, спочатку виступав за команду «Ароука», а згодом перейшов до «Тондели».
2 липня 2019 уклав контракт із сербським клубом «Црвена Звезда».
Влітку 2020 року підписав трирічну угоду з турецьким клубом «Самсунспор». 28 червня 2023 року з кіпрською командою АПОЕЛ. З липня 2024 року захищає кольори португальської команди «Фаренсе».

## Виступи за збірні
З 2009 по 2010 захищав кольори юнацьких збірних Португалії різних вікових груп, взяв участь у 9 матчах.
До молодіжної збірної залучався з 2012 по 2014 але за збірну провів лише 4 матчі.

## Титули і досягнення
- Володар Кубка Португалії (1):

«Віторія» (Гімарайнш): 2012-13
- Чемпіон Сербії (2):

«Црвена Звезда»: 2019-20, 2020–21
- Чемпіон Кіпру (1):

АПОЕЛ: 2023–24